# تویا، مالی
تویا (به لاتین: Toya) یک منطقهٔ مسکونی در مالی است که در استان کایس واقع شده‌است.
 تویا  ۱۲٬۹۲۲ نفر جمعیت دارد.